# Molgula coactilis
Molgula coactilis är en sjöpungsart som beskrevs av Monniot 1977. Molgula coactilis ingår i släktet Molgula och familjen kulsjöpungar. Inga underarter finns listade i Catalogue of Life.